# Emil Viklický
Emil Viklický (* 23. listopadu 1948, Olomouc) je český jazzový pianista a hudební skladatel.

## Život a kariéra
Vystudoval matematiku na Přírodovědecké fakultě Univerzity Palackého v Olomouci. V 70. letech hrál v orchestru SHQ Karla Velebného a v Super Quartet. V letech 1977-1978 studoval jazz na Berklee College v USA. 
V minulosti[kdy?] vystupoval se svým triem (Trio Emila Viklického) a kvartetem (Kvarteto Emila Viklického).
V současnosti[kdy?] vystupuje především s uskupením Emil Viklicky "Grand Moravia" Trio, Petr Dvorský - kontrabas, Jirka Stivín Jr. a Tomáš Hobzek - bicí.

### Operní tvorba
Je autorem tří oper:
- Faidra, vyhrála v mezinárodní soutěži Nová Opera pro Prahu 2000,
- Oráč a smrt, komorní opera, inspirovaná disputací Oráč z Čech Jana ze Žatce,
- Máchův deník aneb Hynku, jak si to představuješ? napsaná na objednávku Národního divadla v roce 2003.

## Diskografie
| Rok  | Album                                 | Spoluhráči | Vydavatelství      |
| ---- | ------------------------------------- | --- | ------------------ |
| 1975 | Energit                               | Energit | Supraphon          |
| 1978 | V Holomóci městě                      | | Supraphon          |
| 1980 | Okno                                  | Bill Frissel: kytara, Kermit Driscoll: kontrabas, Vinton Johnson: bicí | Supraphon          |
| 1988 | Homage to Joan Miró                   | kvarteto Emila Viklického a Talichovo kvarteto | Supraphon          |
| 1990 | Za horama, za lesama                  | Trio Emila Viklického s Pavlicou, Malinou a Domincovou | Supraphon          |
| 1991 | Round Midnight                        | kvarteto Emila Viklického | Arta records       |
| 1992 | Subway                                | trio Emila Viklického | Bliss records      |
| 1993 | Magic Eye                             | kvarteto Emila Viklického se Scottem Robinsonem |                    |
| 1993 | Bohemian Nights                       | Harald Gundhusen | Gemini records     |
| 1994 | Prší déšť                             | Jiří Pavlica: housle, Zuzana Lapčíková: zpěv | Lotos              |
| 1995 | Last Connection from Nirasaki         | Alex Švamberk: sampler, Lindsay Cooper: hoboj, Laurie Amat: zpěv | Monitor            |
| 1995 | Food of Love                          | Julian Nichols: altsaxofon, Robert Balzar: kontrabas a Dave Wilkins: trubka | Melantrich - Lotos |
| 1995 | Lacrimosa - Má je pomsta (soundtrack) | Harald Gundhusen | Popron             |
| 1996 | Hommage To Josip Plečnik              | Magdalena Kožená: zpěv, Jan Adamus: hoboj | Lotos              |
| 1996 | Together                              | klavírní duo s Jamesem Williamsem | Supraphon          |
| 1997 | Bohemia After Dark                    | Stave Houben: flétna, Peter Dvorský: zpěv, Laco Tropp: bicí | P&J Music          |
| 1997 | Dveře                                 | Bill Frissel: kytara | Supraphon          |
| 1997 | UV Drive                              | Boris Urbánek: klávesové nástroje | Arta               |
| 1998 | Dueta                                 | Eric Marienthal: tenorsaxofon, Greg Hopkins: trubka, Julian Nicholas: altsaxofon | Lotos              |
| 2000 | Docela všední obyčejný den            | František Uhlíř: kontrabas, Laco Tropp: bicí, Peter Dvorský: zpěv, Vlasta Průchová: zpěv, Jitka Zelenková: zpěv, Sisa Sklovská: zpěv | Lotos              |
| 2000 | Live In Rudolfinum                    | | P&J Music          |
| 2000 | An American In Prague                 | kvarteto Emila Viklického s Benny Golbinem | CW                 |
| 2001 | George Mráz: Morava                   | Zuzana Lapčíková: zpěv, George Mráz: kontrabas, Billy Hart: bicí | Fantasy/Milestone  |
| 2001 | Uspávanky                             | Zuzana Lapčíková: zpěv, Petr Růžička: housle | Multisonic         |
| 2002 | Trio '01                              | František Uhlíř: kontrabas, Laco Tropp: bicí | Arta               |
| 2006 | Cookin' In Bonn                       | František Uhlíř: kontrabas, Laco Tropp: bicí | Dekkor Records     |
| 2007 | Jazz At Prague Castle                 | František Uhlíř: kontrabas, Laco Tropp: bicí, Markus Printup: trubka | Dekkor Records     |
| 2007 | Moravian Gems                         | George Mráz: kontrabas, Iva Bittová: zpěv, Laco Tropp: bicí | Cube-Métier        |
| 2008 | Ballads and More                      | František Uhlíř: kontrabas, Laco Tropp: bicí, Markus Printup: trubka | Arta               |
| 2009 | Sinfonietta - The Janacek of Jazz     | George Mráz: kontrabas, Iva Bittová: zpěv, Lewis Nash: bicí, Laco Tropp: bicí | Venus              |
| 2009 | The Funky Way of Emil Viklický        | František Uhlíř: kontrabas, Bill Frisell: el. kytara; Luboš Andršt: el. kytara, Antonín Viktora: akustická kytara, Jan Vytrhlík: baskytara, Kermit Driscoll: baskytara, Eva Svobodová: zpěv, Jiří Tomek: zpěv, Rudolf Ticháček: el. piano, Karel Velebný: vibrafon, Vinnie Johnson: bicí, Ivan Smažík: bicí, Josef Vejvoda: bicí, Karel Jenčík: bicí, Milan Vitoch: bicí, Jiří Tomek: konga | Vampi Soul         |
| 2009 | Emil Viklický 60                      | Julian Nicholas: tenorsaxofon, Richard Weller: bicí, František Uhlíř: kontrabas, Laco Tropp: bicí | Multisonic         |
| 2010 | Live in Vienna                        | František Uhlíř: kontrabas, Laco Tropp: bicí | Cube-Metier        |

## Ocenění
V červnu 2011 obdržel Cenu města Olomouce za rok 2010 v oblasti hudba.